# Сільський округ Імангалі Білтабанова
Сільський округ Імангалі́ Білтаба́нова (каз. Иманғали Білтабанов ауылдық округі, рос. Сельский округ Имангали Билтабанова) — адміністративна одиниця у складі Хобдинського району Актюбінської області Казахстану. Адміністративний центр — село імені Імангалі Білтабанова.
Населення — 768 осіб (2021; 1010 у 2009, 1361 у 1999, 1724 у 1989).
Станом на 1989 рік існувала Вознесеновська сільська рада (села Вознесеновка, Косоткель, Роповка, Хабаловка, Херсоновка). Село Курайли було ліквідовано 2008, село Казакай — 2012 року.

## Склад
До складу округу входять такі населені пункти:
| Населений пункт                  | Колишні назви | Населення, осіб (1989) | Населення, осіб (1999) | Населення, осіб (2009) | Населення, осіб (2021) |
| -------------------------------- | ------------- | ---------------------- | ---------------------- | ---------------------- | ---------------------- |
| Байтак, село                     | Роповка       | 146                    | 138                    | 129                    | 80                     |
| імені Імангалі Білтабанова, село | Хабаловка     | 1178                   | 918                    | 636                    | 534                    |
| Косоткель, село                  | -             | 169                    | 219                    | 219                    | 154                    |
| --Казакай, село                  | Херсоновка    | 156                    | 86                     | 26                     | -                      |
| Курайли, село                    | Вознесеновка  | 75                     | 65                     | -                      | -                      |